# Die Brücke von San Luis Rey (Roman)
Die Brücke von San Luis Rey (OT.: The Bridge of San Luis Rey) ist der Titel des 1927 publizierten zweiten Romans von Thornton Wilder. Der Roman erzählt die Lebensläufe von fünf Personen, die beim Einsturz einer Hängebrücke in den Anden auf dem Weg zwischen Lima und Cusco 1714 den Tod finden, und sucht nach einer Antwort auf die Frage, ob der Einsturz der Brücke und der Tod der Menschen im Zusammenhang mit ihrem Vorleben stehen, ob also Zufall oder Schicksal ihren Untergang verursacht hat.
Der mehrfach ausgezeichnete und verfilmte Roman (s. u.: Rezeption und Adaptionen) gilt als „humanistisches Glaubensbekenntnis“ Wilders. Die erste deutsche Übersetzung von Herberth E. Herlitschka erschien 1929.

## Inhalt

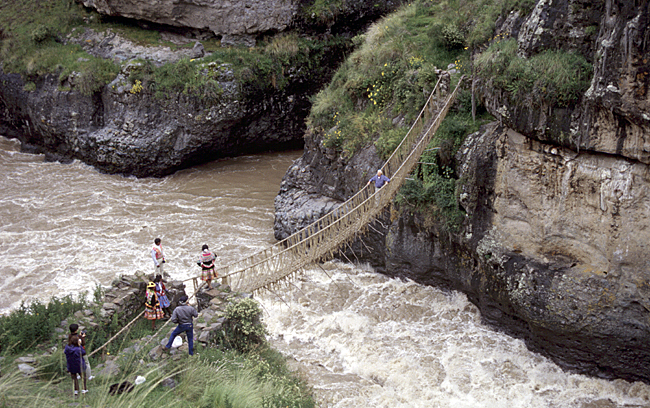
Hängebrücke Q’iswachaka, Beispiel einer von mehreren über Jahrhunderte genutzten Inka-Brücken

Im kurzen ersten (und fünften) Teil des Romans wird der Rahmen des Ereignisses berichtet: Der einzige Augenzeuge des Unglücks, der franziskanische Ordensbruder Juniper, fragt nach möglichen Ursachen des Absturzes jenseits der Ermüdung der Konstruktion: war der Unfall „vielleicht ein Zufall“? Über die Aufgaben eines Chronisten hinaus prüft er die Möglichkeit göttlicher Fügung und versucht sich damit an einem Gottesbeweis. Seine sechs Jahre dauernde, rationale, detektivische Untersuchung endet aber mit seinem Zweifel am göttlichen Plan: es war „vielleicht eine Fügung.“ Diese Ungewissheit führt zu einer Anklage wegen Ketzerei und seiner Verurteilung zum Feuertod als Häretiker. Mit ihm zusammen werden seine Unterlagen verbrannt – bis auf eine geheime Abschrift des Untersuchungsberichts, die in die Hände des Erzählers fällt.
Der zweite Teil enthält die Untersuchungsergebnisse des Franziskaners über das Leben der Marquesa de Montemayor. Die Tochter eines reichen Tuchhändlers wird mit einem hochmütigen, ruinierten Edelmann verheiratet und von ihrer schönen Tochter Clara, die nach ihrem adligen Vater gerät, bereits als kleines Mädchen „seelenruhig […] mit Befremden, ja mit Abscheu“ betrachtet, so dass sie an ihrer verschmähten, verbitternden, aber auch selbstsüchtigen Liebe fast zerbricht. Durch den Schmerz ihrer enttäuschten Liebe entwickelt die Marquesa einen neuen Blick auf die sie umgebende Welt und in den Horizont dieser Klarsicht fällt mehr und mehr auch ihre Selbstsucht. Kurz nach ihrer reuevollen Einsicht und ihrer Bitte an Gott: „Lass mich von neuem beginnen!“ stirbt die Marquesa bei dem Unfall zusammen mit ihrer Gesellschafterin Pepita, einem jungen, einsamen und traurigen Mädchen aus dem Waisenhaus von Lima.
Im dritten Teil wird das Leben der Zwillinge Manuel und Esteban von ihrer Kindheit im Waisenhaus an beschrieben. Ihre besondere Empathie für einander und ihre Fähigkeiten der Formulierung nutzt die Mätresse des Vizekönigs mit dem Künstlernamen Camila Pericholé für Briefe an ihre Liebhaber aus. Nach dem Tod seines Bruders an einer Infektion wird Esteban zwar durch den Kapitän Alvarado, der über den frühen Verlust seiner Tochter nicht hinwegkommt, vor dem Selbstmord gerettet, aber Esteban stürzt gleich darauf mit der Brücke in den Tod.
Der vierte Teil ist dem Abenteurer Pio gewidmet, der die spätere Mätresse Camila Pericholé als 12-Jährige freikaufte, sie zur Schauspielerin ausbildete, ihr dadurch den Kontakt zum Vizekönig ermöglicht, aber von Camila später verhöhnt und verleugnet wird. Nach ihrer Erkrankung an Blattern und ihrem Rückzug aufs Land will Onkel Pio sich um die Erziehung ihres illegitimen, an Epilepsie leidenden Kindes Jaime in der Stadt kümmern und sie stimmt schließlich nach anfänglicher Weigerung zu. Auf dem Weg nach Lima stürzen beide mit der Brücke ab.

## Quellen und Entwurf

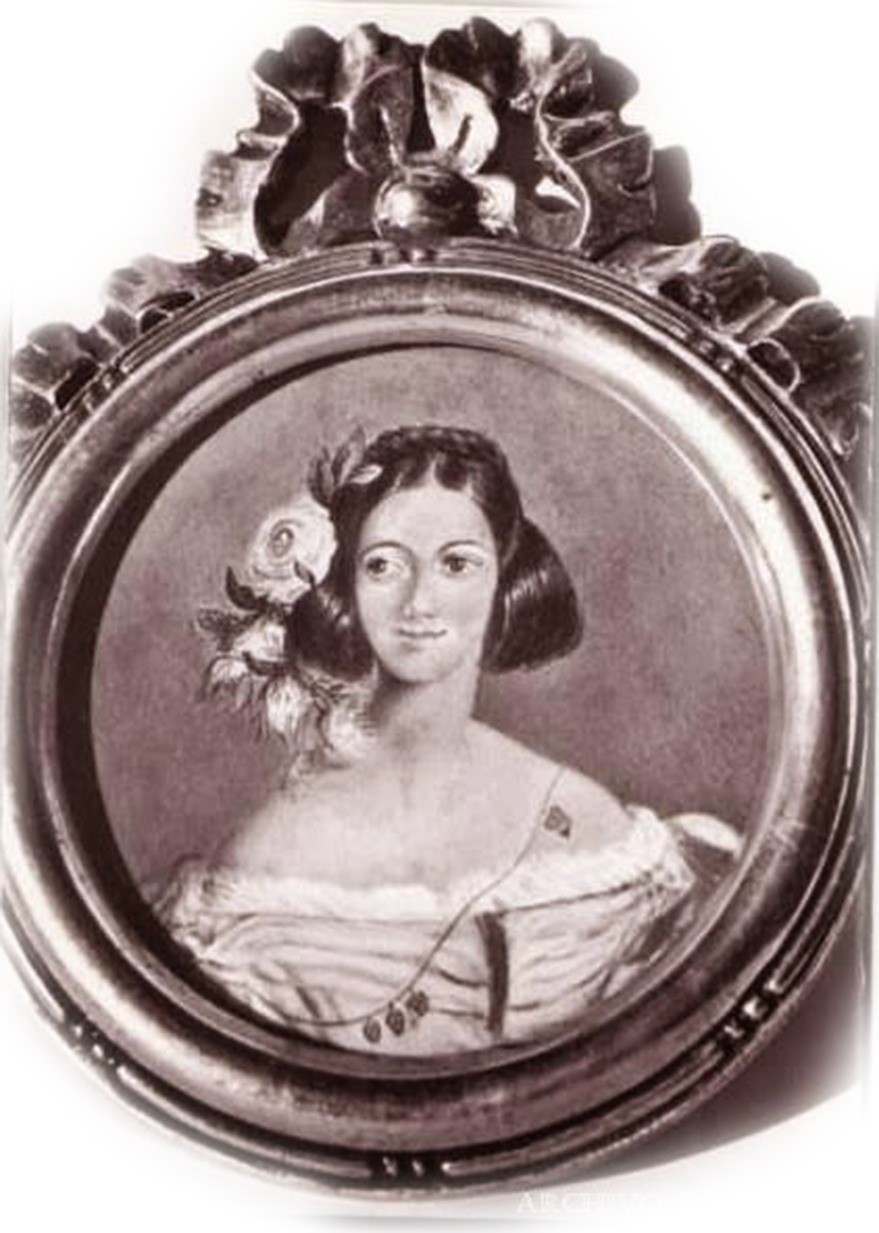
Medaillon mit dem mutmaßlichen Bild der Perricholi, Peru 18. Jh.

## Erzählweise
Der kleine Kreis von Hauptfiguren wird in den mittleren Teilen des Romans schrittweise eingeführt, wobei der Akzent auf den seelischen und charakterlichen Merkmalen liegt, die wie z. B. beim Erzbischof sehr ironisch geschildert werden. Die Lebensläufe der Hauptfiguren kreuzen sich in der Zeit vor dem Unglück auf unterschiedliche Weise, sodass mit dieser Mosaiktechnik dieselben Situationen aus mehreren, sich ergänzenden Perspektiven nacheinander geschildert werden.